# Szczodrochowo (Wągrowiec)
Pour les articles homonymes, voir Szczodrochowo.
Szczodrochowo (prononciation : [ʂt͡ʂɔdrɔˈxɔvɔ]) est un village polonais de la gmina de Skoki dans le powiat de Wągrowiec de la voïvodie de Grande-Pologne dans le centre-ouest de la Pologne.
Il se situe à environ 4 kilomètres au sud de Skoki (siège de la gmina), 19 kilomètres au sud de Wągrowiec (siège du powiat), et à 31 kilomètres au nord-est de Poznań (capitale de la Grande-Pologne).

## Histoire
De 1975 à 1998, le village faisait partie du territoire de la voïvodie de Poznań.

Depuis 1999, Szczodrochowo est situé dans la voïvodie de Grande-Pologne.